# Otto von Dewitz (Politiker, 1780)

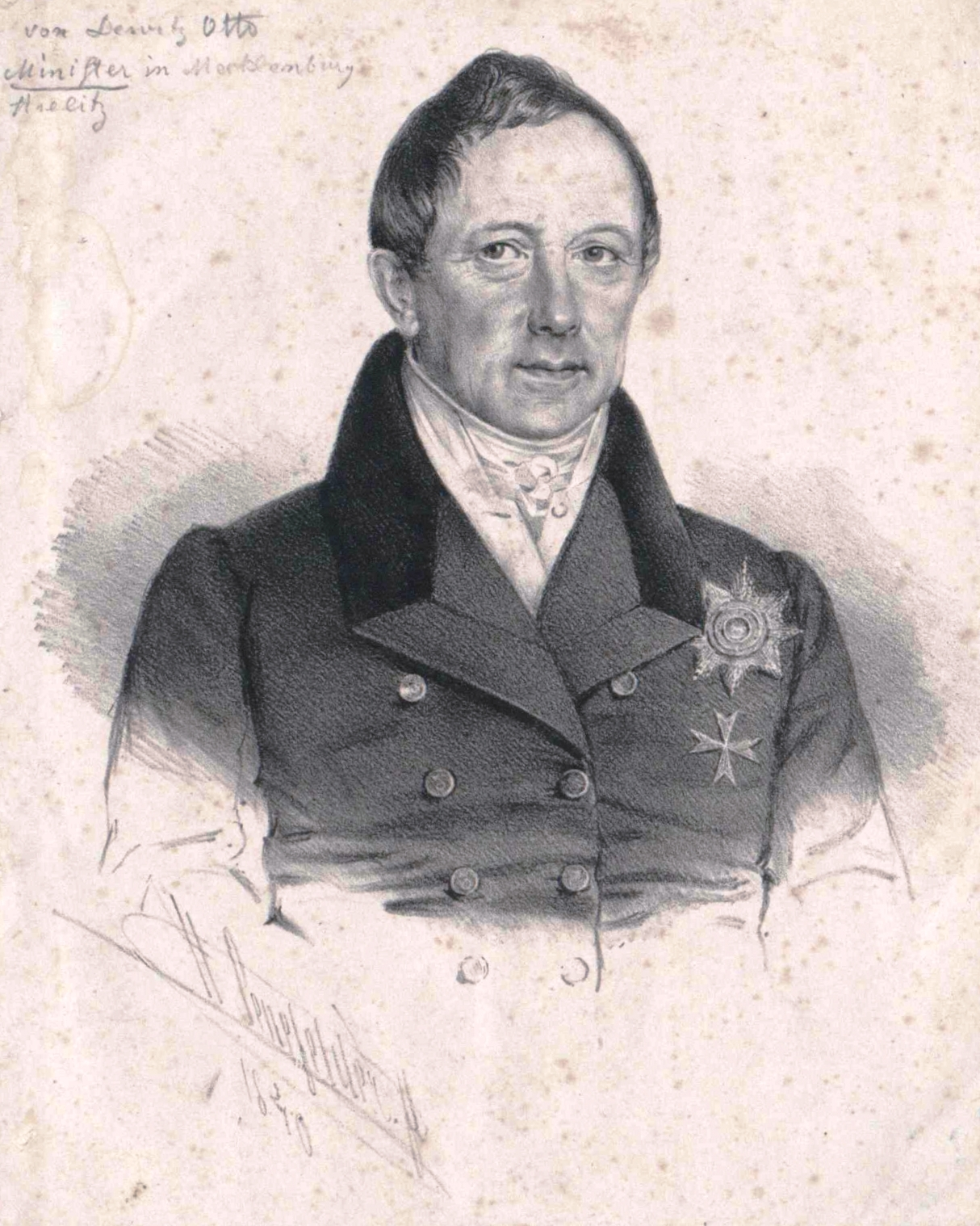
Otto von Dewitz. Stich von Heinrich Senefelder (1840)

Otto Ludwig Christoph von Dewitz (* 18. Dezember 1780 in Neustrelitz; † 5. September 1864 ebenda) war ein deutscher Politiker und Minister in Mecklenburg-Strelitz.

## Leben
Otto von Dewitz (Nr. 475 der Geschlechtszählung) war Sohn des herzoglich mecklenburg-strelitzschen Geheimen Rats und Oberhofmarschalls Bodo (Christoph) Balthasar von Dewitz (1734–1792) und dessen Frau Auguste, geb. von Brauchitsch (1753–1820). Schon 1794 wurde er als Ritter der Ballei Brandenburg in den Johanniterorden aufgenommen. Er besuchte das Pädagogium Halle und studierte danach Rechtswissenschaften an der Universität Erlangen, wo er sich 1799 der Berliner Gesellschaft (Erlangen) anschloss. Als Vormund gab er bei der Immatrikulation in Erlangen den Landschaftsrat von Hagen zu Reselkow an.
Nach dem Studium wurde er 1803 bis 1806 Kammerjunker und Auditor am Hof von Herzog Karl II. Seine Karriere im Verwaltungsdienst des Teil(groß)herzogtums Mecklenburg-Strelitz verlief rasant: 1806 Kammerherr, 1811 Regierungsrat, 1827 Geheimer Regierungsrat. 1827 wurde Otto von Dewitz (neben August von Oertzen) Wirklicher Staatsminister und wirkte an der Regierung in Neustrelitz mit. Er vertrat als Kommissar seinen Landesherrn Großherzog Georg auf den mecklenburgischen Landtagen in Malchin und Sternberg und unterschrieb für ihn im Mai 1841 den Ehevertrag zwischen Herzogin Caroline zu Mecklenburg und dem dänischen Kronprinz Frederik. In seine Regierungszeit fallen die Chausseebauten in beiden Landesteilen des Herzogtums. 1848 wurde er unter dem Druck der Revolution in Mecklenburg (1848) aus dem Amt gedrängt. Er übernahm fortan diplomatische Aufgaben für Großherzog Georg.
Otto von Dewitz war seit 1804 mit Henriette von Wedel a.d.H. Silligsdorf (1784–1868) verheiratet. Das Paar hatte sieben Kinder, von denen fünf das Erwachsenenalter erreichten. Von seinen Söhnen wurde Gustav von Dewitz (1807–1835) königlich preußischer Regierungsassessor in Frankfurt/Oder, Karl von Dewitz (1814–1853) großherzoglich mecklenburg-strelitzscher Kammerherr und Kammerassessor sowie Georg von Dewitz (1817–1893) wurde königlich preußischer Oberappellationsgerichtsrat. Die Tochter Auguste von Dewitz (1812–1886), heiratete, nachdem sie Hofdame der Großherzogin von Mecklenburg-Strelitz gewesen war, den großherzoglich mecklenburg-strelitzschen Kammerherrn und Staatsminister Wilhelm von Bernstorff (1806–1861).
Von einem Privatnachlass von Otto von Dewitz ist nichts bekannt. Sein politischer Nachlass befindet sich im Landeshauptarchiv Schwerin.

## Ehrungen
- Ehrenmitglied des Verein für mecklenburgische Geschichte und Altertumskunde (1838)
- Großkreuz des Danebrog-Ordens (1840)
- 7. Januar 1841: Roter Adlerorden 1. Klasse[6]